# Ачкасов, Яков Михайлович
Я́ков Миха́йлович Ачка́сов (10 апреля 1916, Каменная Яруга, Харьковская губерния — 30 января 2004, Чугуев, Харьковская область) — участник Великой Отечественной войны, командир роты автоматчиков мотострелкового батальона 150-й танковой бригады 60-й армии Центрального фронта, лейтенант. Герой Советского Союза (17.10.1943).

## Биография
Родился 28 марта (10 апреля) 1916 года в селе Каменная Яруга ныне Чугуевского района Харьковской области Украины в семье крестьянина-бедняка. Русский. Окончив четыре класса, занимался сельским хозяйством. В 1931 году вместе с отцом вступил в колхоз. Работал в полеводческой бригаде, а затем трактористом.
В 1937—1939 годах проходил действительную службу в рядах Красной Армии. Служил в частях Войск Народного Комиссариата Внутренних Дел (НКВД). После демобилизации служил охранником на складе на станции Рогань ныне администрации города Харькова.
Вторично в Красную Армию призван в 1941 году. Участник Великой Отечественной войны с августа 1941 года. Был рядовым бойцом, командовал отделением, взводом и ротой, прошёл путь от солдата до лейтенанта, всегда проявляя отвагу и мужество при выполнении приказов командования. В 1942 году, накануне одного из тяжелых боев под Воронежем, стал членом ВКП(б)/КПСС. Принимал участие в освобождении Украины. Особо отличился при форсировании Днепра.
На рассвете 5 октября 1943 года рота автоматчиков мотострелкового батальона 150-й танковой бригады (60-я армия, Центральный фронт) под командованием лейтенанта Якова Ачкасова на лодках и самодельных плотах форсировала Днепр в районе села Страхолесье Чернобыльского района Киевской области Украины и овладела плацдармом на правом берегу реки.
Противник обнаружил автоматчиков, когда они уже успели занять круговую оборону. Гитлеровцы открыли миномётный и пулемётный огонь, но вернуть утраченные позиции им не удалось. За ротой Ачкасова переправилась вся бригада.
Однако на следующий день около двух полков противника при поддержке пятидесяти танков и нескольких десятков самолётов перешли в контрнаступление.
Особенно тяжело пришлось подразделению лейтенанта Якова Ачкасова. Фашисты неоднократно пытались окружить роту, которая кроме автоматов имела в своем распоряжении только два станковых пулемёта и шесть противотанковых ружей. Оккупанты бросили против наших воинов пять танков и до батальона пехоты.
Отважные воины стояли насмерть. Мужественно отражали они контратаки противника. Уверенно руководил боем лейтенант Яков Ачкасов. Когда погиб один из бронебойщиков, он сам вел огонь из противотанкового ружья.
Подползшая к траншее группа гитлеровцев попыталась захватить командира роты живым. Этого не произошло. В этом бою Ачкасов уничтожил семь вражеских солдат и одного офицера. Осколком снаряда лейтенант был ранен в левую руку, но до конца продолжал руководить боем.
В этой ожесточенной схватке автоматчики, пулемётчики и бронебойщики роты лейтенанта Якова Ачкасова уничтожили около двух фашистских рот и подбили три тяжелых танка.
Завоеванный плацдарм на правом берегу Днепра остался в руках советских войск. Отсюда 150-я танковая бригада продолжила наступление на запад…
Указом Президиума Верховного Совета СССР от 17 октября 1943 года за образцовое выполнение боевых заданий командования на фронте борьбы с немецко-фашистскими захватчиками и проявленные при этом мужество и героизм, лейтенанту Ачкасову Якову Михайловичу присвоено звание Героя Советского Союза с вручением ордена Ленина и медали «Золотая Звезда» (№ 1925).
После окончания войны Я. М. Ачкасов уволен в запас из Вооруженных Сил СССР. Жил в городе Чугуев Харьковской области Украины. Около 30 лет работал заведующим Малиновским подсобным хозяйством Чугуевского пищекомбината. Принимал активное участие в военно-патриотическом воспитании молодежи. Умер 30 января 2004 года.

## Награды
- Медаль «Золотая Звезда» Героя Советского Союза (№ 1925)
- Орден Ленина
- Орден Отечественной войны I степени
- Орден Красной Звезды
- Медали, в том числе:
  - Медаль «За победу над Германией в Великой Отечественной войне 1941—1945 гг.»
  - Юбилейная медаль «Двадцать лет Победы в Великой Отечественной войне 1941—1945 гг.»
  - Юбилейная медаль «Тридцать лет Победы в Великой Отечественной войне 1941—1945 гг.»
  - Юбилейная медаль «Сорок лет Победы в Великой Отечественной войне 1941—1945 гг.»